# WTA Aix-en-Provence Open 1988
Il WTA Aix-en-Provence Open 1988  è stato un torneo di tennis giocato sulla terra rossa. È stata la 1ª edizione del torneo, che fa parte della categoria Tier V nell'ambito del WTA Tour 1988.Si è giocato ad Aix-en-Provence in Francia, dal 18 al 24 luglio 1988.

## Campionesse

### Singolare
Judith Wiesner ha battuto in finale  Sylvia Hanika con il punteggio di 6–1, 6–2

### Doppio
Nathalie Herreman /  Catherine Tanvier hanno battuto in finale  Sandra Cecchini /  Arantxa Sánchez con il punteggio di 6–4, 7–5